# Naranjos Amatlán
Naranjos Amatlán är en kommun i Mexiko.   Den ligger i delstaten Veracruz, i den sydöstra delen av landet, 260 km nordost om huvudstaden Mexico City. Arean är 136 kvadratkilometer.
Terrängen i Naranjos Amatlán är platt åt nordost, men åt sydväst är den kuperad.
Följande samhällen finns i Naranjos Amatlán:
- Naranjos
- Zaragoza
- Rancho Nuevo
- Melchor Ocampo
- Soledad Chiquita
- Monte Grande